# Bureau International des Expositions

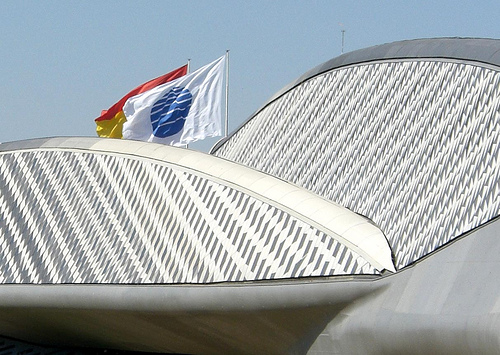
Bandera de l'Oficina Internacional d'Exposicions rere del Pavelló Pont a l'Expo 2008 de Saragossa.

El Bureau International des Expositions (BIE), en català Oficina Internacional d'Exposicions, és una organització responsable d'adjudicar les exposicions universals i internacionals. La seu es troba a París.
La BIE té tres classes d'Expo: universal, internacional i especialitzada. Des de 1933 fins a 1976, hi havia dos tipus d'Expo: 
- Exposició Universal (o general), incloses: 
  - Exposició General de primera categoria, en les quals cada país s'ha de construir el seu propi pavelló.
  - Exposició General de segona categoria, en les quals l'Expo construïa els pavellons.

- Exposició Especialitzada (o internacional), on l'Expo construiria els edificis.

Des de 1975 hi ha dos tipus d'Expo: 
- Exposició Universal (la 1a i la 2a categoria s'ajunten).
- Exposició Internacional (o especialitzada).

Sota aquest reglament, cada país pot construir el seu propi pavelló en una exposició universal, menys als països pobres, que se'ls proporcionarien. En l'Exposició Internacional, l'Expo construeix els pavellons.